# Psammolingulina
Psammolingulina es un género de foraminífero bentónico de la familia Glaucoamminidae, de la superfamilia Hormosinoidea, del suborden Hormosinina y del orden Lituolida. Su especie tipo es Lingulina papillosa. Su rango cronoestratigráfico abarca el Tortoniense (Mioceno superior).

## Discusión
Clasificaciones previas incluían Psammolingulina en la subfamilia Cuneatinae, de la familia Hormosinidae,  así como en el suborden Textulariina del orden Textulariida o en el orden Lituolida sin diferenciar el suborden Hormosinina.

## Clasificación
Psammolingulina incluye a las siguientes especies:
- Psammolingulina irregularis †
- Psammolingulina jurassica †
- Psammolingulina papillosa †
- Psammolingulina voicui †